# Danmarks filmhistoria
Danmarks filmhistoria tar upp filmens och filmindustrins utveckling i Danmark.

## Stumfilmstiden
Dansk film tar sin början under 1890-talet med Peter Elfelts Kørsel med grønlandske Hunde och Asfaltlæggere från 1896 bland de första registrerade filmtitlarna.
År 1906 startade Ole Olsen Nordisk Films Kompagni i Köpenhamn, som idag är världens äldsta ännu existerande filmbolag. Fram till första världskrigets utbrott 1914 var det ett av världens ledande filmbolag, och producerade så tidigt som 1908 100 filmer. Ett känt verk är Løvejagten (1908), som var bolagets första stora succé. Den var dock förbjuden att visas i Danmark fram till 1911, på grund av att ett riktigt lejon hade blivit jagat och skjutet i samband med inspelningen.
Den danska stumfilmens guldålder började när personer som regissören Carl Theodor Dreyer, komikerduon Fyrtornet och Släpvagnen och skådespelaren Asta Nielsen fick sina internationella genombrott. Asta Nielsen debuterade 1910 med Avgrunden, regisserad av Urban Gad. Med denna film kom genombrottet för både Nielsen och hela den danska filmen i Europa.

## Ljudfilmens första årtionden
Filmen Eskimå, som hade premiär 1930 är den första talfilm som producerats i Danmark, den är dock en samproduktion med Norge och räknas främst som en norsk film, vars dialog även är på norska. Den första helt danska ljudfilmen, Prästen i Vejlby, kom 1931. Tiden präglades av en ljus framtidssyn, vilket smittade av sig på filmberättandet. En populär skådespelare var den folkkäre Ib Schønberg, som fram till sin död 1955 var en av de mest anlitade skådespelarna. En annan populär skådespelare var Marguerite Viby, som med sina muntra sånger ses som en av de viktigaste representanterna för tidens stämning.
I och med andra världskrigets utbrott 1939 och Tysklands ockupation av Danmark året därpå ändrades stämningen i filmerna snabbt till att bli mer dyster. Den danska filmens främsta verk från denna tid är Dreyers Vredens dag (1943) och Bjarne Henning-Jensens filmatisering av Martin Andersen Nexøs Ditte människobarn (1946).

## Efter andra världskriget
Med efterkrigstiden följde en renässans för den danska "familjefilmen". En av Danmarks mest lästa författare, Morten Korch, fick efter att i 15 år ha förhandlat med olika filmbolag äntligen filmatisera romanen De røde heste (1950) på det amerikanska filmbolaget ASA Film. Den blev en av dansk films största succéer med 2,5 miljoner sålda biobiljetter. Dessutom inleddes en lång och populär filmserie med Far till fyra år 1953. 
1970-talet påverkades av att censuren för pornografi i filmer togs bort, vilket ledde till att "sängkammarfilmerna" och "stjärnteckensfilmerna" uppnådde stor popularitet. Därutöver slog Egon Olsen och hans liga igenom i Olsen-banden-filmerna, skapade av Erik Balling och Henning Bahs, uppbyggda som en blandning av traditionell buskis och socialrealism. Dess obrutna popularitet har gjort dem till en ovärderlig juvel i den danska filmhistorien. I Sverige fick de sin motsvarighet i Jönssonligan.

## Prisregnet
I slutet av 1980-talet fick den danska filmen återigen stor internationell uppmärksamhet. En ny epok inleddes där danska filmer ofta belönades i bland annat Hollywood och Cannes. De viktigaste personerna var regissörerna Bille August och Gabriel Axel. Axel fick en Oscar 1988 i kategorin "bästa utländska film" med Babettes gästabud, och året därpå vann också August en Oscar i samma kategori med Pelle Erövraren. Den vann också Guldpalmen på Cannesfestivalen. År 1991 vann han Guldpalmen ännu en gång, nu med Den goda viljan.
En annan viktig regissör var Lars von Trier, som, trots att han inte vann något pris för sin uppmärksammade Europa skulle bli en av de största förgrundsgestalterna till den nya generationen danska filmmakare på 1990-talet.
Även den danska kortfilmen har fått stor uppskattning utomlands. Oscarsnomineringarna 1997 och 1998 samt vinsterna 1999 och 2002 talar sitt tydliga språk.

## Dogmakonceptet
År 1995 revolutionerades hela filmvärlden med manifestet Dogme 95, där Lars von Trier var den största pådrivaren. De första dogmafilmerna, Idioterna av von Trier och Festen av Thomas Vinterberg gick på segertåg genom hela Europa. Andra viktiga regissörer som Lone Scherfig, Søren Kragh-Jacobsen och senast Christoffer Boe, har alla utmärkt sig på filmfestivalerna i Cannes, Berlin och Venedig, och har haft stor del i att göra Danmark känt som en stark filmnation.
Detta hjälpte även till att bana vägen för regissörer som Susanne Bier med filmer som Den enda rätta (1999) och Hämnden, som erhöll en Oscar för bästa utländska film, samt Lone Scherfig med Italienska för nybörjare (2000).